# Henryk Rayski
Henryk Rayski herbu Jelita – cześnik połocki w latach 1673-1699.
Był elektorem Jana III Sobieskiego z województwa brzeskolitewskiego w 1674 roku.